# Stutz Vertical Eight
Stutz Vertical Eight är en lyxbil, tillverkad av den amerikanska biltillverkaren Stutz mellan 1926 och 1935.

## Bakgrund
Under 1910-talet hade Stutz gjort sig ett namn med sina tävlings- och sportbilar men under det glada 1920-talet försvann den marknaden när kunderna istället efterfrågade lyx och komfort. Stutz tog då fram en bil som trots allt förvaltade arvet från företagets tidigare modeller.

## Stutz Vertical Eight
Den nya bilen, kallad Stutz AA, presenterades 1926. Det var en mycket modern konstruktion med bland annat hydrauliska bromsar. För att bilens chassi skulle kunna byggas så lågt som möjligt löpte de längsgående rambalkarna under bakaxeln, på engelska kallat underslung. Motorn var en rak åtta med överliggande kamaxel och dubbeltändning. Trots att många bilar fick tunga sedankarosser var det en av de snabbaste bilarna på den amerikanska marknaden, slagen endast av Duesenberg.
Redan 1927 kom Stutz BB med en större motor och två år senare förstorades motorn ännu en gång.
Stutz saknade resurser att följa konkurrenterna när Cadillac startade trenden med flercylindriga motorer. Istället tog man fram ett nytt cylinderhuvud till den befintliga motorn, med fyra ventiler per cylinder och dubbla överliggande kamaxlar. Bilen, kallad DV-32, introducerades 1931. Produktionen av den äldre modellen fortsatte, nu under namnet SV-16.
Försäljningen sjönk alltmer under den stora depressionen och produktionen upphörde i praktiken efter 1934, även om den officiellt upphörde först 1936. Året därpå gick Stutz i konkurs.

## Motorsport
Under en rad år runt 1930 deltog olika privatförare i Le Mans 24-timmars med Stutz-bilar. Bäst gick det 1928 då Robert Bloch och Éduoard Brisson slutade på andra plats.
Sedan standardbilar tillåtits delta i Indianapolis 500 1930 ställde L. L. Corum upp med en Stutz. Strålkastare, stänkskärmar, vindruta och annat plockades bort för att få ner vikten, i övrigt var bilen helt original. Trots det slutade Corum på en hedrande tiondeplats. 

## Motorer
| Modell | Motor                   | Cylindervolym | Effekt | Bränslesystem           |
| ------ | ----------------------- | ------------- | ------ | ----------------------- |
| AA     | 8-cyl radmotor SOHC 16v | 4736 cm³      | 92 hk  | Enkel förgasare         |
| BB     | 8-cyl radmotor SOHC 16v | 4893 cm³      | 110 hk | Enkel förgasare         |
| SV-16  | 8-cyl radmotor SOHC 16v | 5277 cm³      | 113 hk | Enkel tvåportsförgasare |
| DV-32  | 8-cyl radmotor DOHC 32v | 5277 cm³      | 156 hk | Enkel tvåportsförgasare |